# Rājūra
Rājūra är en ort i Indien.   Den ligger i delstaten Maharashtra, i den centrala delen av landet, 1 000 km söder om huvudstaden New Delhi. Rājūra ligger 193 meter över havet och antalet invånare är 28 881.
Terrängen runt Rājūra är platt, och sluttar norrut. Runt Rājūra är det ganska tätbefolkat, med 160 invånare per kvadratkilometer. Närmaste större samhälle är Ballālpur, 7,7 km norr om Rājūra. Omgivningarna runt Rājūra är en mosaik av jordbruksmark och naturlig växtlighet.